# Ахмед Акаїші
Ахмед Акаїші (араб. أحمد العكايشي, нар. 23 лютого 1989, Бізерта) — туніський футболіст, нападник клубу «Аль-Іттіхад» і національної збірної Тунісу.

## Клубна кар'єра
Народився 23 лютого 1989 року в місті Бізерта. Вихованець футбольної школи клубу «Етюаль дю Сахель». Дорослу футбольну кар'єру розпочав 2008 року в основній команді того ж клубу, в якій провів три сезони, взявши участь у 65 матчах чемпіонату.  Більшість часу, проведеного у складі «Етюаль дю Сахель», був основним гравцем атакувальної ланки команди. У складі «Етюаль дю Сахель» був одним з головних бомбардирів команди, маючи середню результативність на рівні 0,42 голу за гру першості.
Своєю грою за цю команду привернув увагу представників тренерського штабу друголігового німецького клубу «Інгольштадт 04», до складу якого приєднався 2011 року. Відіграв за інгольштадтський клуб наступні два сезони своєї ігрової кар'єри.
На початку 2013 року повернувся на батьківщину, ставши гравцем клубу «Есперанс». За два з половиною сезони встиг відіграти за команду зі столиці Тунісу 63 матчі в національному чемпіонаті і у сезоні 13/14 став чемпіоном Тунісу.
У липні 2015 року Акаїші поїхав на перегляд в клуб англійського Чемпіоншипу «Редінг», але контракт підписаний не був. Натомість футболіст повернувся у «Етюаль дю Сахель», з яким також став чемпіоном Тунісу.
Влітку 2016 року став гравцем саудівського «Аль-Іттіхада».

## Виступи за збірну
2010 року дебютував в офіційних матчах у складі національної збірної Тунісу. Наразі провів у формі головної команди країни 9 матчів, забивши 3 голи.
У складі збірної був учасником Кубка африканських націй 2010 року в Анголі.
2015 року був в останній момент включений до заявки тунісців для участі у Кубку африканських націй 2015 року в Екваторіальній Гвінеї, замінивши травмованого Сабера Хеліфу. У другому матчі збірної на цьому турнірі, грі групового етапу проти національної збірної Замбії, на 70-й хвилині забив гол і зрівняв рахунок (на останніх хвилинах гри його партнер по команді Яссін Шихав'ї приніс перемогу Тунісу з рахунком 2:1).
Через два роки був учасником Кубка африканських націй 2017 року в Габоні.

## Титули і досягнення
- Чемпіон Тунісу: 2013-14, 2015-16
- Володар Кубка конфедерацій КАФ: 2015
- Володар Кубка наслідного принца Саудівської Аравії: 2016-17
- Володар Королівського кубка Саудівської Аравії: 2017-18
- Володар Суперкубка Лівану: 2019
- Володар Кубка АФК: 2019
- Чемпіон Кувейту: 2019-20
- Володар Суперкубка Кувейту: 2020
- Володар Кубка наслідного принца Кувейту: 2020-21
- Чемпіон Лівану: 2021-22

Збірні
- Переможець Чемпіонату африканських націй: 2011
- Найкращий бомбардир Кубка африканських націй: 2015